# بيتر بروكس (رسام كارتون)
بيتر بروكس (بالإنجليزية: Peter Brookes)‏ هو رسام كارتون بريطاني، ولد في 28 سبتمبر 1943 في ليفربول في المملكة المتحدة.